# 養父警察署
養父警察署（やぶけいさつしょ）は、かつて兵庫県警察が管轄していた警察署の一つ。2021年に朝来警察署と統合され、南但馬警察署となった。

## 所在地
- 兵庫県養父市八鹿町下網場364番地の1

## 管轄区域
- 養父市全域

## 沿革
- 2004年（平成16年）4月1日 - 兵庫県八鹿警察署から改称。
- 2021年3月22日 - 朝来警察署と統合し廃止。「兵庫県警察養父警察センター」となる。なお、運転免許更新事務については、近隣の「但馬免許センター（試験場）」での更新を日曜のみから平日（月曜日）に拡大したことにより廃止された。

## 交番
- 八鹿駅前交番 - 養父市八鹿町八鹿49-5

## 駐在所
- 伊佐駐在所 - 養父市八鹿町浅間1256-11
- 宿南駐在所 - 養父市八鹿町宿南460
- 高柳駐在所 - 養父市八鹿町高柳683-1
- 上野駐在所 - 養父市上野962-1
- 養父駐在所 - 養父市養父市場506-7
- 広谷駐在所 - 養父市十二所268-3
- 浅野駐在所 - 養父市浅野7-3
- 建屋駐在所 - 養父市建屋454-2
- 口大屋駐在所 - 養父市大屋町樽見204
- 大屋駐在所 - 養父市大屋町大屋市場5
- 門野駐在所 - 養父市大屋町門野73-1
- 関宮駐在所 - 養父市関宮344-1
- 吉井駐在所 - 養父市中瀬886-1
- 熊次駐在所 - 養父市外野962-2

## アクセス
- JR八鹿駅から南へ約1.5km
- JR養父駅から北北西へ約5km